# Beretta Px4 Storm
Le Beretta Px4 Storm est un pistolet de la société Beretta, fabriqué dans de nombreux calibres.

## Présentation
Le Px4 est commercialisé depuis 2004. 
Il a adopté un système de tir culasse fermée avec un canon rotatif, revu et amélioré par Beretta. C'est un petit pistolet à grande capacité et avec une grande cadence de tir. Il apporte de nouveaux matériaux légers de type polymère. Il fonctionne en simple action/double action (modèle F/G)/DAO (Modèle D)/DAO avec poids de détente constant (Modèle C). Sa visée est fixe. Sa crosse dispose de trois dos amovibles.
Les variantes :
- Px4 G/D Calibre 9mm/.40 : taille normale.
- Px4 F Calibre 9mm/.40/ .45 : taille normale mais encombrement légèrement supérieur.
- Px4 SD : modèle conçu pour un concours du SOCOM. Peut recevoir un modérateur de son.
- Px4 Subcompact : modèle de « poche ». Raccourci en longueur et hauteur.

## Quelques utilisateurs du Px4
- Argentine : 1 500 pistolets furent acquis en 2010 par la police métropolitaine de Buenos Aires[1].
- Canada : en service dans l'Agence des services frontaliers du Canada[2].
- Malaisie : remplace dans la police royale malaisienne les revolvers Smith & Wesson M15 (.38 Special) ] achetés dans les années 1970[3].
- Portugal : utilisé par la Garde nationale républicaine et la police de sécurité publique[4].
- Afrique du Sud : 4 000 Px4F ont été commandés par la police sud-africaine en janvier 2010[5].
- États-Unis : acheté par les Maryland State Police[6],  et les Police departments du Township de Sparta[7], Providence[8], Fresno et Rochester (ce dernier client ayant opté pour la version en .45 ACP)[9].

## Dans les films, les jeux vidéo et les dessins animés
Le Px4 est utilisé par Bruce Willis incarnant John McLane dans le long métrage Die Hard 4 : Retour en enfer et par Leonardo DiCaprio jouant Cobb dans le film Inception sorti en 2010, avec et sans silencieux. C'est aussi l'arme de service de Vincent Libérati (Vincent Elbaz) agent secret français dans la série TV No Limit.
L'arme peut être également vue dans  les films Banlieue 13 : Ultimatum, L'Agence tous risques, Taken 2, Die Hard : Belle journée pour mourir ou Lucy, le dessin animé Canaan et les jeux vidéo Lara Croft, dans les jeux vidéo Tom Clancy's Ghost Recon Advanced Warfighter 2, Resident Evil 5, Tom Clancy's Ghost Recon Online, Tom Clancy's Ghost Recon Breakpoint et Tom Clancy's Splinter Cell: Blacklist. Ainsi que dans le jeu vidéo Watch Dogs, qui est sorti le 27 mai 2014. Le Px4 inspire également le design du pistolet de combat dans Grand Theft Auto 5.

## Sources
Cette notice est issue de la lecture des revues spécialisées de langue française suivantes :
- Cibles
- Action Guns
- Armes de poing du monde de P. Poulet, J.P Ney T. Kisszalai, éditions Missions spéciales, 2010.
- J. Huon, Encyclopédie mondiale de l'armement, tome 5, Grancher, 2014.